# Louis Bernacchi
Louis Charles Bernacchi (Schaerbeek, 8 novembre 1876 – Londra, 24 aprile 1942) è stato un fisico, astronomo ed esploratore belga naturalizzato australiano.

## Educazione
Nato in Belgio da genitori italiani, studia ad Hobart, in Tasmania dopo l'emigrazione dei genitori. Il padre, Angelo Bernacchi, gestisce una vigna a Maria Island nel 1884. Louis Bernacchi studia astronomia al Melbourne Observatory.

## Spedizioni antartiche
Nel 1898 si unisce alla spedizione Southern Cross di Carstens Borchgrevink quando questa fa tappa in Nuova Zelanda e trascorre l'inverno a Capo Adare, in Antartide. La missione è la prima a trascorrere un inverno in Antartide ed a tentare un avvicinamento in slitta al Polo Sud. Dell'esperienza Bernacchi scrive un libro: To the south polar regions: expedition of 1898-1900, pubblicato nel 1900. I diari invece sono stati raccolti dalla nipote Janet Crawford con il titolo The First Antarctic Winter: The story of the Southern Cross Expedition of 1898-1900.
Bernacchi è di nuovo in Antartide con la spedizione Discovery (1901-1904) di Robert Falcon Scott, come unico veterano delle regioni antartiche. Durante la missione effettua estese ricerche geomagnetiche. Al ritorno diviene membro della Royal Geographical Society ed insignito della medaglia polare e della Légion d'honneur. Scott fu testimone di nozze al matrimonio di Bernacchi a Londra del 1906 e lo invitò a prender parte alla spedizione Terra Nova che stava già programmando. Bernacchi però rifiutò a causa dei sopraggiunti impegni familiari.

## Opere
- The South polar times. London: Smith, Elder & co., 1907-1914. (Volume 2 editor.) An exact reproduction of the South polar times originally issued during the Antarctic expeditions of Robert F. Scott.
- Saga of the "Discovery". London: Glasgow, Blackie and son, Ltd. [1938]
- To the south polar regions: expedition of 1898-1900. By Louis Bernacchi; introduction by D.W.H. Walton. Denton, Harleston, Norfolk: Bluntisham Books : Erskine Press, 1991. ISBN 1852970359
- A very gallant gentleman. London: T. Butterworth, ltd. [1933].
- That first Antarctic winter : the story of the Southern Cross Expedition of 1898-1900 as told in the diaries of Louis Charles Bernacchi / written and edited by Janet Crawford. Christchurch, N.Z.: South Latitude Research Ltd., in association with P.J. Skellerup, c1998. ISBN 047304966X